# Punch-Out!! (jeu vidéo, 1983)
Cet article concerne le jeu sorti en arcade en 1983. Pour la série de jeux vidéo Punch-Out!!, voir Punch-Out!!. Pour le jeu sorti sur Wii en 2009, voir Punch-Out!! (jeu vidéo, 2009).
Punch-Out!! est un jeu vidéo créé par la société japonaise Nintendo, sorti en 1983 sur borne d'arcade. Le joueur incarne un boxeur qui doit affronter une série d'adversaires. Le joueur gagne une ceinture s'il met KO tous ses adversaires.
Il est également possible de jouer à ce jeu dans Animal Crossing sur GameCube.

## Description
Durant les combats, le joueur voit l'adversaire de face, avec une vue de type « derrière l'épaule ». Il doit gérer les coups et les esquives de son personnage pour battre l'ennemi. Le style graphique du jeu est proche du cartoon.
Il y a six opposants qu'il faut battre dans l'ordre suivant :
| Boxeur           | Classement        | Poids   | Origine                  |
| ---------------- | ----------------- | ------- | ------------------------ |
| Glass Joe        | N° 9              | 112 lbs | Paris, France            |
| Piston Hurricane | N° 7              | 176 lbs | Cuba                     |
| Bald Bull        | N° 5              | 298 lbs | Istambul, Turquie        |
| Kid Quick        | N° 3              | 210 lbs | Brooklyn, N.Y., É.-U.    |
| Pizza Pasta      | N°2               | 235 lbs | Naples, Italie           |
| Mr. Sandman      | Champion du monde | 312 lbs | Philadelphie, PA., É.-U. |

Une fois Mr. Sandman battu, l'ordre des combats recommence sans « Kid Quick ». Puis une fois « Pizza Pasta » battu une seconde fois, lui aussi disparaît. À chaque tour suivant, les adversaires deviennent plus rapides et plus forts.

## La borne d'arcade
Elle est composée de deux écrans : un où l'on joue et l'autre où s'affichent des statistiques. On joue avec un joystick et trois boutons, deux pour le crochet droit, le crochet gauche, le bloc gauche et le bloc droit, un pour l'uppercut.